# Голдсборо (Північна Кароліна)
Голдсборо (англ. Goldsboro) — місто (англ. city) в США, адміністративний центр округу Вейн штату Північна Кароліна. Населення — 33 657 осіб (2020). Засноване 1787 року, 1847 року стало містом. Розташоване у місці впадання Літл-рівер у річку Ньюс за 35 миль на південний схід від Грінвілла і за 55 миль на південний захід від Ралі. Тут розташована Військово-повітряна база Сеймура Джонсона.

## Географія
Голдсборо розташоване за координатами 35°22′48″ пн. ш. 77°58′24″ зх. д. / 35.38000° пн. ш. 77.97333° зх. д. (35.379951, -77.973247).  За даними Бюро перепису населення США в 2010 році місто мало площу 72,94 км², з яких 72,89 км² — суходіл та 0,05 км² — водойми.

## Демографія
Згідно з переписом 2010 року, у місті мешкало 36 437 осіб у 14 965 домогосподарствах у складі 8984 родин. Густота населення становила 500 осіб/км².  Було 16824 помешкання (231/км²).
Расовий склад населення:
| - 54,3 % — чорних або афроамериканців - 39,2 % — білих - 1,8 % — азіатів - 0,4 % — корінних американців - 0,1 % — вихідців з тихоокеанських островів - 1,6 % — осіб інших рас |

До двох чи більше рас належало 2,6 %. Частка іспаномовних становила 4,3 % від усіх жителів.
За віковим діапазоном населення розподілялося таким чином: 23,1 % — особи молодші 18 років, 62,0 % — особи у віці 18—64 років, 14,9 % — особи у віці 65 років та старші. Медіана віку мешканця становила 36,1 року. На 100 осіб жіночої статі у місті припадало 94,0 чоловіків;  на 100 жінок у віці від 18 років та старших — 91,1 чоловіків також старших 18 років.
Середній дохід на одне домашнє господарство  становив 45 193 долари США (медіана — 34 598), а середній дохід на одну сім'ю — 53 392 долари (медіана — 41 565). Медіана доходів становила 34 016 доларів для чоловіків та 30 418 доларів для жінок. За межею бідності перебувало 25,4 % осіб, у тому числі 38,4 % дітей у віці до 18 років та 14,1 % осіб у віці 65 років та старших.
Цивільне працевлаштоване населення становило 12 072 особи. Основні галузі зайнятості: освіта, охорона здоров'я та соціальна допомога — 30,1 %, виробництво — 15,5 %, роздрібна торгівля — 11,3 %, мистецтво, розваги та відпочинок — 10,2 %.